# الاتحاد للجمهورية الحديثة
الاتحاد للجمهورية الحديثة (بالفرنسية: Union pour la nouvelle République)‏ هو حزب سياسي فرنسي، أسس في 1 أكتوبر 1958، وحل في 1967، يقع مقره في باريس.

## أعضاء بارزون
- كود سباركل
- تحديث القائمة

- جاك شيراك (1962 - 1968)
- جورج بومبيدو (1958 - 1968)
- ميشال دوبريه
- بيير مسمر
- جاك شابان دلماس
- Maurice Couve de Murville
- مارسيل داسو (1958 - 1967)
- Maurice Herzog
- Pierre Clostermann
- Barkat Gourad Hamadou